# Dicken (handbollsklubb)
Dicken (Drumsö Idrottskamrater Dicken) är en handbollsförening i Helsingfors med lag i damernas och herrarnas FM-serie. Dicken har både junior-, dam- och herrlag. Det finns också avdelningar för fotboll, bandy, boxning och skidåkning, orientering och friidrott.

## Historia
Föreningen är grundad 1933 av ett gäng fotbollsspelare som också sysslade med boxning. Det ursprungliga namnet för föreningen var Drumsö idrotts kamrater r.f. som registrerades 28 mars 1938 och som ändrades 1983 till Drumsö idrottskamrater Dicken r.f.
Föreningen började med lag i fotboll och bandy men senare togs bland annat skidåkning, orientering och friidrott med. Handbollen togs med 1946 och matcher spelades i bland annat Gloriahallen och i Tennispalatset, men senare togs handbollen bort då intresset slocknade.
1961 togs handbollen med igen och har vuxit sedan dess. Nu är Dicken det ledande laget i handbollsverksamheten i Helsingfors.

## Kännetecken

### Logo
Dickens logo är en röd- och blåfärgad sköld med en diagonal avdelning mellan färgerna.

### Spelkläder
Dickens utespelare spelar hemmamatcher med en röd skjorta, som vissa år prytts med vita detaljer, och blåa shorts. Bortamatcher spelas med en blå skjorta och blåa shorts.
Målvakterna spelar hemmamatcher med vit skjorta och bortamatcher med en neongul.

## Hallar
Hallar där Dicken spelar hemmamatcher:
Britas - Britas idrottspark, Helsingfors
Brunakärr - Ridvägen 10, Helsingfors

## Damlaget
Dickens damlag består av 17 spelare, två tränare, två lagledare och en manager.

### Priser och titlar
- Finska mästare åren 1982–1983, 1985–1987, 1991, 1994–1995, 2015–2016, 2016–2017
- 8 FM-silver
- 6 FM-brons

## Herrlaget
Dickens herrlag består av 19 spelare, en tränare, en manager, tre lagledare och en fysioterapeut.

### Priser och titlar
- FM-guld 1993
- 6 FM-silver
- 4 FM-brons
- 2 finska cupen vinster